# استان غربیه
استان غربیه (به عربی: محافظة الغربية) از استان‌های کشور مصر است.